# Estación Puerto Montt
Puerto Montt fue una estación de ferrocarriles de Chile que existió en la ciudad del mismo nombre. Fue inaugurada en 1912 como parte del último tramo construido del Longitudinal Sur y recibió trenes hasta 1996. Posteriormente sus terrenos fueron vendidos y las instalaciones demolidas para construir el Mall Paseo Costanera.

## Historia

### Construcción e inauguración
El recinto ferroviario fue construido en la costanera de la ciudad, a dos cuadras de la plaza de Armas, como estación terminal de la extensión del ferrocarril Longitudinal Sur desde Osorno. La línea fue inaugurada el 15 de octubre de 1911, y el servicio de pasajeros Osorno-Puerto Montt se inició el 28 de julio de 1912. El 9 de enero de 1923 se ordenó la reparación del edificio principal de la estación; en el mismo mes se construyó una oficina para el encargado del carbón. El 18 de octubre del mismo año se autorizó la construcción del retén de Carabineros en la estación.

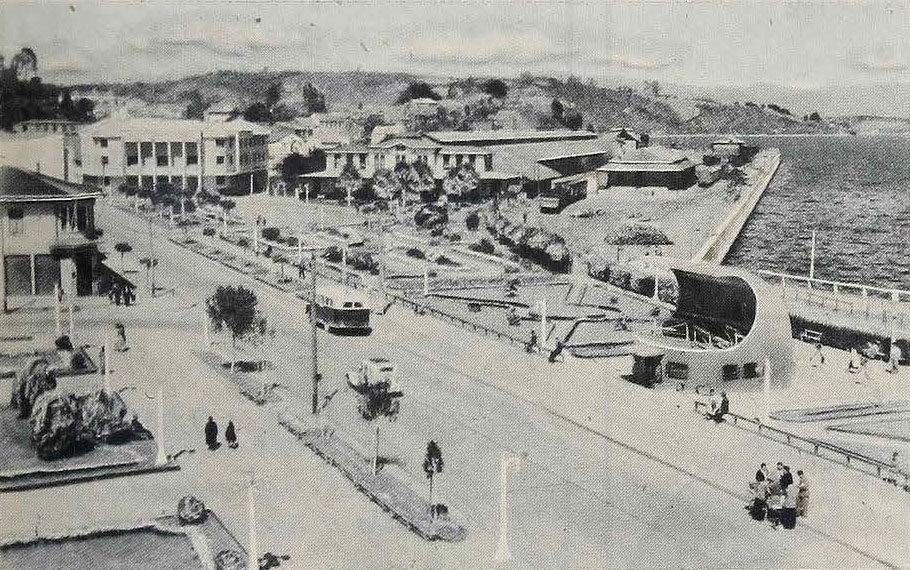
Estación de FF. CC. (der.) junto a la municipalidad de Puerto Montt, c. 1953.

Tras la inauguración del puerto de la ciudad en 1934, al año siguiente la línea se extendió desde la estación hasta el recinto portuario.

### Reconstrucción tras el terremoto de 1960
Después del terremoto del 22 de mayo de 1960, la estación —al igual que la vía hacia el puerto— fue demolida debido a daños estructurales, aunque se levantó en su lugar una instalación provisoria mientras se optaba por una solución final. En agosto de ese año, un estudio encargado por el Ministerio de Obras Públicas para la elaboración de un nuevo plan regulador propuso la creación de una estación de carga en La Paloma, sector alto de la ciudad. Posteriormente se propuso el traslado de la estación de pasajeros y de carga a La Paloma. La línea, desde este punto, se daba una vuelta por el sector Pelluco para poder descender hasta la costanera, por lo que el traslado ahorraría 11,5 km de vía y aproximadamente 30 minutos de tiempo. También se consideró la creación de una nueva vía que conectara el puerto con el resto de la red longitudinal por el lado poniente de la ciudad, idea originalmente propuesta en 1957. Ambas propuestas —estación de pasajeros en La Paloma y nueva vía que bajara al puerto por el poniente— finalmente no se realizaron, pues se optó por reconstruir la estación en su sitio original. El nuevo edificio fue inaugurado en agosto de 1970, mientras que la línea estación-puerto volvió a funcionar en 1971.
A fines de la década de 1980, en los últimos años de la dictadura militar, EFE retomó la idea de trasladar la estación a La Paloma, con el fin de generar ingresos por la venta de los terrenos, en un contexto de crisis económica que atravesaba la empresa. Durante los años siguientes la propuesta fue largamente discutida.

### Suspensión del servicio
Con el retorno a la democracia, ya bajo la administración de Patricio Aylwin, en julio de 1990 Ferrocarriles volvió a confirmar el traslado de la estación a La Paloma, y al mes siguiente suspendió el servicio regular de pasajeros debido a la necesidad de superar la deuda de 94 millones de dólares que arrastraba la empresa estatal y los 900 millones de pesos que perdía año a año. A contar del verano de 1991 el ferrocarril volvió a operar de manera regular.
En enero de 1994, la empresa estatal presentó a la comunidad puertomontina un proyecto de desarrollo inmobiliario —valorizado en 66 millones de dólares— para construir en las 5,8 hectáreas de terreno de la estación edificios de oficinas, departamentos, un centro de convenciones, paseos peatonales y un parque. La iniciativa también incluía el borde costero, con la instalación de una marina y de un muelle para embarcaciones de pasajeros y cruceros. Menos de un año después, en noviembre, EFE anunció que aquel sería el último verano con servicios hasta Puerto Montt, y que estos llegarían hasta Puerto Varas. El anuncio de suspensión del servicio provocó en la ciudad un rechazo a la medida y críticas a la estatal, luego de reiteradas promesas de que el tren iba a continuar llegando hasta Puerto Montt. Ante las protestas, EFE retrocedió y aseguró que el tren sí continuaría llegando hasta Puerto Montt y que la suspensión sería solo durante el verano debido a obras de mantención de la vía. Pese a lo informado por la estatal, durante el verano de 1995 continuaron los rumores sobre la suspensión del tren hasta Puerto Montt, los cuales fueron desmentidos por el gobierno.
La suspensión definitiva del servicio de pasajeros hasta Puerto Montt llegó, finalmente, en junio de 1995, luego de que un temporal provocara un socavón en la vía en el sector de Pelluco.
Si bien el ferrocarril ya no llegaba hasta la capital regional, la estación continuó funcionando durante la siguiente temporada, ya que Ferrocarriles suplió la falta de tren con buses hasta Puerto Varas, y también porque continuaron los trenes de carga. En marzo de 1996, no obstante, EFE anunció la cancelación del servicio regular entre Temuco y Puerto Varas. El tren volvió a operar hasta Puerto Varas durante el verano 1996-97, pero en diciembre de 1997 EFE anunció el fin definitivo del ferrocarril en la Región de Los Lagos.

### Venta y demolición

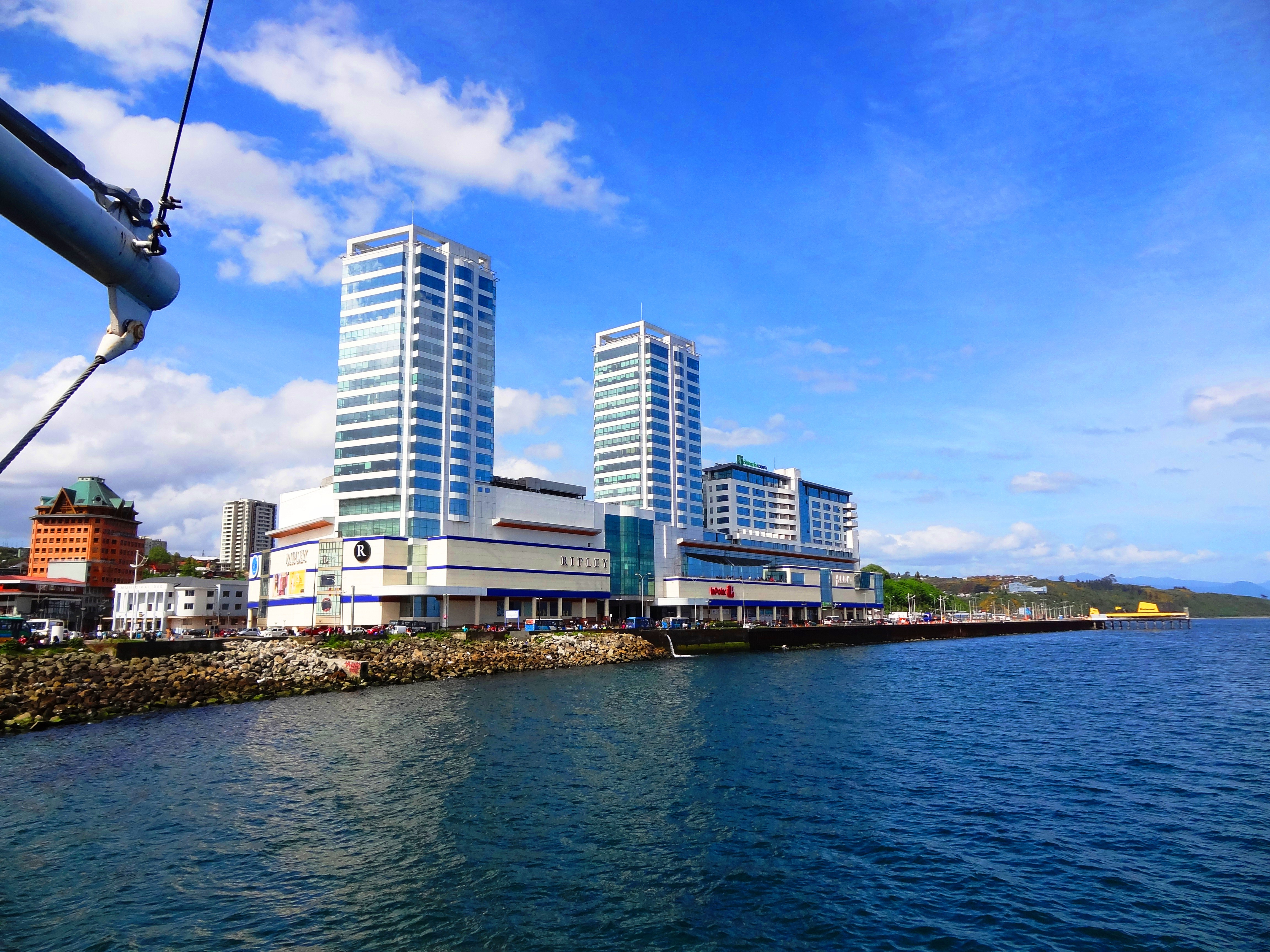
Mall Paseo Costanera, edificio que se construyó en el sector donde se encontraba la estación.

En agosto de 1996 el Ministerio de Transportes autorizó el traslado de la estación de Puerto Montt al sector de La Paloma, así como el levantamiento de la vía férrea —desde el terminal de Emporchi hasta el sector alto— y las instalaciones ubicadas en el recinto. En ese mismo periodo EFE inició la licitación de los terrenos, por lotes. En septiembre de ese año, la Sociedad Inmobiliaria Falabella fue la primera en adjudicarse uno de los sectores, donde se encontraba precisamente el edificio de la estación. A marzo de 1997, el segundo lote —ubicado entre las futuras calles Illapel y Copiapó— ya había sido adquirido por la familia Mosa, dueña en Puerto Montt, hasta ese momento, de una cadena de supermercados y del Mall Paseo del Mar. Para esa fecha, los accesos a la estación, al igual que la vía hasta Emporchi, ya habían sido desmantelados;
Luego de muchos años de discusiones, la modificación del plan regulador comunal —necesaria para cambiar el uso de suelo y permitir la construcción de edificios y otro tipo de obras— fue publicada en el Diario Oficial en marzo de 2000. De todas maneras, en mayo de 1999 la familia Mosa ya había iniciado la construcción —al oriente del edificio de la exestación, en la nueva calle Illapel— de un supermercado, el cual sería inaugurado en marzo de 2000.
En diciembre de 2001 se inauguró la primera etapa del Mall Paseo Costanera. La demolición del edificio de la exestación ocurrió a más tardar en 2005, con el inicio de la construcción de la ampliación del centro comercial, en el mismo lugar donde estaba ubicado el recinto ferroviario.